# Valérie Loiseleux
Valérie Loiseleux (* im 20. Jahrhundert) ist eine französische Filmeditorin.

## Leben
Valérie Loiseleux ist die Tochter des Kameramanns Jacques Loiseleux. Sie studierte an der Filmhochschule IDHEC in Paris.  2003 war sie Jurymitglied beim Internationalen Filmfestival von Belfort.
Bekannt wurde Loiseleux insbesondere als Editorin des renommierten portugiesischen Autorenfilmers Manoel de Oliveira – dem seinerzeit ältesten aktiven Filmregisseur der Welt. Seit seinem Langfilm Die göttliche Komödie (1991) ist sie regelmäßig für den Filmschnitt seiner Werke verantwortlich.
Daneben schnitt sie auch Filme jüngerer Regisseure, etwa von Lucas Belvaux aus Belgien. Sie erhielt den César 2004 für ihren Schnitt von Belvauxs Film Un couple épatant – Ein tolles Paar (2002), dem zweiten Teil seiner Trilogie der Leidenschaften.

## Filmografie (Auswahl)
- 1991: Die göttliche Komödie (A divina comédia); R: Manoel de Oliveira
- 1992: Tag der Verzweiflung (O Dia do Desespero); R: Manoel de Oliveira
- 1992: Parfois trop d’amour; R: Lucas Belvaux
- 1993: Am Ufer des Flusses (Vale abraao); R: Manoel de Oliveira
- 1994: Die Büchse des Bettlers (A Caixa); R: Manoel de Oliveira
- 1995: Das Kloster (O Convento); R: Manoel de Oliveira
- 1995: Eau douce; R: Marie Vermillard
- 1997: Reise an den Anfang der Welt (Viagem ao Princípio do Mundo); R: Manoel de Oliveira
- 1996: Party; R: Manoel de Oliveira
- 1998: Unruhe (Inquietude); R: Manoel de Oliveira
- 1999: Superlove; R: Jean-Claude Janer
- 1999: Der Brief (A carta / La lettre); R: Manoel de Oliveira
- 2000: Palavra e Utopia; R: Manoel de Oliveira
- 2001: Ich geh’ nach Hause (Je rentre à la maison); R: Manoel de Oliveira
- 2002: Un couple épatant – Ein tolles Paar (Un couple épatant); R: Lucas Belvaux
- 2003: Um Filme Falado – Reise nach Bombay (Um film falado); R: Manoel de Oliveira
- 2004: O Quinto Império – Ontem Como Hoje; R: Manoel de Oliveira
- 2005: Au sud des nuages; R: Jean-François Amiguet
- 2005: Espelho Mágico; R: Manoel de Oliveira
- 2005: Gentille; R: Sophie Fillières
- 2006: Belle Toujours; R: Manoel de Oliveira
- 2007: Christoph Kolumbus – Das Rätsel (Cristóvão Colombo – O Enigma); R: Manoel de Oliveira
- 2009: The portuguese nun; R: Eugène Green
- 2010: O Estranho Caso de Angélica;  R: Manoel de Oliveira
- 2012: O Gebo e a Sombra; R: Manoel de Oliveira
- 2012: Jahreszeit der Nashörner (Fasle kargadan); R: Bahman Ghobadi
- 2014: Das Licht der Weisheit (La sapienza); R: Eugène Green
- 2017: Die Kinder aus der Rue Saint-Maur (Les enfants du 209 – Rue Saint-Maur, Paris Xème); R: Ruth Zylberman